# Mirza Delibašić
Mirza Delibašić, né le 9 janvier 1954 à Tuzla, mort le 8 décembre 2001 à Sarajevo, est un ancien joueur de basket-ball bosnien jouant pour la Yougoslavie, au poste d'arrière. Avec cette sélection, il remporte les titres olympiques, mondiaux et  européen.
Il a été élu membre, à titre posthume, du FIBA Hall of Fame et en 2008, il figure parmi les cinquante meilleurs contributeurs de l'Euroligue.

## Biographie
Delibašič nait à Tuzla, en République populaire de Bosnie-Herzégovine. Il est le fils d'Izet Delibašić, originaire de Kakanj, et de Zajkana (née Mehičević), de Ljubuški. Le jeune Mirza pratique d'abord le tennis et y excellait. À l'âge de quatorze ans, il se tourne vers le basket-ball.

### Carrière sportive
Après avoir rejoint le Bosna Sarajevo à la demande de l'entraîneur Bogdan Tanjević, Mirza Delibašić gagne avec ce club la Coupe d’Europe des clubs champions 1979, battant en finale le grand Varèse qui participe à sa dixième finale consécutive.
En 1980, il rejoint le Real Madrid où il obtient le titre de champion en 1982, le mondial des clubs 1981 et participe à une finale de la  Coupe des coupes 1982.
Avec sa sélection, il fait partie de la deuxième génération dorée yougoslave, celle des Dražen Dalipagić, Dragan Kicanović, Krešimir Ćosić qui remporte le titre olympique 1980 à Moscou, après un championnat du monde 1978 et deux titres européen.

### Carrière d'entraineur
Après trois saisons au Real Madrid, "Kinde" fit une carrière de coach en Bosnie. En 1993, il construisit notamment la première sélection bosniaque de basket-ball lors des Jeux méditerranéens puis lors du Championnat d'Europe qui se déroula en Allemagne.

### Mort
Souffrant d'alcoolisme, Mirza Delibašić meurt d'un cancer des poumons le 8 décembre 2001, à l'âge de 47 ans.

## Club
- 1968-1972 :  Sloboda Tuzla
- 1972-1981 :  Bosna Sarajevo
- 1981-1983 :  Real Madrid

## Palmarès

### Équipe nationale
- Jeux olympiques d'été
  -  médaille d'or aux Jeux olympiques 1980 à Moscou
  -  médaille d'argent aux Jeux olympiques 1976 à Montréal
- championnat du monde
  -  médaille d'or en 1978
  -  médaille d'argent 1974
- championnat d'Europe
  -  médaille d'or en 1975
  -  médaille d'or en 1977
  -  médaille d'argent en 1981
  -  médaille de bronze en 1979
- 176 sélections

### Club
compétitions internationales 
- Coupe d’Europe des clubs champions 1979
- Finaliste de la Coupe des coupes 1982
- mondial des clubs 1981

 compétitions nationales 
- Champion de Yougoslavie 1978
- Champion d'Espagne 1982